# Dvärgsjögurka
Dvärgsjögurka (Rhabdomolgus ruber) är en sjögurkeart som först beskrevs av Wilhelm Moritz Keferstein 1863. Dvärgsjögurka ingår i släktet Rhabdomolgus, och familjen masksjögurkor. Det är osäkert om arten förekommer i Sverige.